# Battaglia di Zierikzee
La battaglia di Zierikzee fu una battaglia navale avvenuta nei giorni 10 e 11 agosto del 1304 al largo di Zierikzee e che vide opporsi le flotte franco-olando-genovesi e la flotta fiamminga.

## Antefatti
Nel 1300 la contea di Fiandra passò sotto la sovranità del re di Francia. Maldestri o brutali, i suoi rappresentanti suscitarono il malcontento della popolazione, che, esasperata, finì con il ricorrere alle armi. La rivolta ebbe inizio il 18 maggio 1302, con le mattinate di Bruges, durante le quali i cittadini di Bruges massacrarono i francesi. Ad eccezione di Gand, le altre città delle Fiandre si sollevarono a loro volta e i fiamminghi misero in piedi un esercito che mise in rotta la cavalleria francese alla battaglia di Courtrai, detta "battaglia degli speroni d'oro". Umiliato, il re francese Filippo il Bello decise di porre fine a qualunque costo alla ribellione e la guerra infuriò.

## Svolgimento della battaglia
Nell'estate del 1304 le truppe fiamminghe, comandate da Guido di Namur, posero l'assedio a Zierikzee, un porto della Zelanda, che per altro era oggetto di un blocco navale. Il 10 agosto di quell'anno, una flotta franco-olando-genovese, comandata dall'ammiraglio genovese Ranieri I Grimaldi, attaccò la squadra navale fiamminga. I combattimenti furono selvaggi e gli assalitori non diedero quartiere ai nemici. Per i fiamminghi si trattò di un vero e proprio disastro: la loro flotta fu totalmente annientata dopo due giorni di lotta. Guido di Namur, che aveva assunto il comando delle navi fiamminghe, fu catturato. Truppe franco-olandesi sbarcarono e liberarono Zierikzee dalla morsa degli assedianti. Questa disfatta fu il preludio della fine delle speranze di emancipazione della regione: una settimana dopo l'esercito di Filippo il Bello schiacciò le milizie fiamminghe di Giovanni I di Namur, nella battaglia decisiva di Mons-en Pévèle. Questa vittoria consentì al re di Francia di negoziare in posizione di forza la pace, che fu firmata nel 1305 ad Athis-sur-Orge.